# Isochromodes deminuta
Isochromodes deminuta är en fjärilsart som beskrevs av Paul Dognin 1913. Isochromodes deminuta ingår i släktet Isochromodes och familjen mätare. Inga underarter finns listade i Catalogue of Life.